# Magyarország a 2003-as ifjúsági atlétikai világbajnokságon
Magyarország a kanadai Sherbrookeban megrendezett 2003-as ifjúsági atlétikai világbajnokság egyik részt vevő nemzete volt, 35 sportolóval képviseltette magát.

## Érmesek
| Érem      | Versenyző       | Versenyszám   | Dátum      |
| --------- | --------------- | ------------- | ---------- |
| Ezüstérem | Németh Kristóf  | Kalapácsvetés | július 11. |
| Bronzérem | Pálhegyi Sándor | Kalapácsvetés | július 11. |

## Eredmények

### Férfi
| Versenyző       | Versenyszám        | Előfutam   | Előfutam   | Elődöntő | Elődöntő | Döntő    | Döntő    |
| Versenyző       | Versenyszám        | Idő        | Hely.      | Idő      | Hely.    | Idő      | Helyezés |
| --------------- | ------------------ | ---------- | ---------- | -------- | -------- | -------- | -------- |
| Szebeny Miklós  | 100 m              | 10,80      | 3.         | 10,94    | 8.       | kiesett  | kiesett  |
| Szebeny Miklós  | 200 m              | nem indult | nem indult | kiesett  | kiesett  | kiesett  | kiesett  |
| Takács Dávid    | 800 m              | 1:52,37    | 2.         | 1:53,63  | 3.       | kiesett  | kiesett  |
| Tábor Miklós    | 800 m              | 1:57,58    | 5.         | kiesett  | kiesett  | kiesett  | kiesett  |
| Tóth Lajos      | 3000 m             | 8:32,66    | 8.         |          |          | kiesett  | kiesett  |
| Bene Barnabás   | 3000 m             | 8:35,75    | 9.         |          |          | kiesett  | kiesett  |
| Minczér Albert  | 2000 m akadály     | 6:05,42    | 8.         |          |          | kiesett  | kiesett  |
| Nagy Tamás      | 2000 m akadály     | 6:20,26    | 9.         |          |          | kiesett  | kiesett  |
| Glázer Szabolcs | 10 000 m gyaloglás |            |            |          |          | 47:30,17 | 13.      |
| Márta Tibor     | 10 000 m gyaloglás |            |            |          |          | 50:10,20 | 19.      |

| Versenyző       | Versenyszám   | Selejtező | Selejtező | Döntő    | Döntő     |
| Versenyző       | Versenyszám   | Eredmény  | Hely.     | Eredmény | Helyezés  |
| --------------- | ------------- | --------- | --------- | -------- | --------- |
| Kelemen János   | Magasugrás    | 2,00 m    | 5.        | 2,00 m   | 10.       |
| Szabó Róbert    | Magasugrás    | 1,95 m    | 8.        | kiesett  | kiesett   |
| Ungvári Tamás   | Rúdugrás      | 4,60 m    | 7.        | kiesett  | kiesett   |
| Kürthy Lajos    | Súlylökés     | 18,48 m   | 3.        | 18,40 m  | 10.       |
| Kovács Péter    | Súlylökés     | 18,65 m   | 6.        | 18,50 m  | 9.        |
| Kürthy Lajos    | Diszkoszvetés | 58,02 m   | 3.        | 59,69 m  | 4.        |
| Kovács Péter    | Diszkoszvetés | 53,33 m   | 5.        | 53,60 m  | 11.       |
| Németh Kristóf  | Kalapácsvetés | 71,66 m   | 1.        | 75,59 m  | Ezüstérem |
| Pálhegyi Sándor | Kalapácsvetés | 73,16 m   | 2.        | 75,47 m  | Bronzérem |
| Nick Ádám       | Gerelyhajítás | 52,49 m   | 13.       | kiesett  | kiesett   |
| Török Krisztián | Gerelyhajítás | 60,80 m   | 10.       | kiesett  | kiesett   |

| Versenyző       | Versenyszám | 100 m | 100 m | Távolugrás | Távolugrás | Súlylökés | Súlylökés | 400 m      | 400 m      | 110 m gát | 110 m gát | Magasugrás | Magasugrás | Gerelyhajítás | Gerelyhajítás | 1000 m  | 1000 m  | Végeredmény | Végeredmény |
| Versenyző       | Versenyszám | Idő   | Pont  | Eredmény   | Pont       | Idő       | Pont      | Idő        | Pont       | Eredmény  | Pont      | Eredmény   | Pont       | Eredmény      | Pont          | Idő     | Pont    | Pont        | Helyezés    |
| --------------- | ----------- | ----- | ----- | ---------- | ---------- | --------- | --------- | ---------- | ---------- | --------- | --------- | ---------- | ---------- | ------------- | ------------- | ------- | ------- | ----------- | ----------- |
| Szekeres Lajos  | Nyolcpróba  | 12,04 | 643   | 6,28 m     | 648        | 13,41 m   | 692       | 53,06      | 679        | 15,52     | 788       | 1,86 m     | 679        | 45,58 m       | 523           | 2:53,94 | 725     | 5377        | 26.         |
| Szibilla László | Nyolcpróba  | 11,17 | 823   | 5,45 m     | 471        | 13,33 m   | 687       | nem indult | nem indult | kiesett   | kiesett   | kiesett    | kiesett    | kiesett       | kiesett       | kiesett | kiesett | kiesett     | kiesett     |

### Nők
| Versenyző         | Versenyszám      | Előfutam | Előfutam | Elődöntő | Elődöntő | Döntő    | Döntő    |
| Versenyző         | Versenyszám      | Idő      | Hely.    | Idő      | Hely.    | Idő      | Helyezés |
| ----------------- | ---------------- | -------- | -------- | -------- | -------- | -------- | -------- |
| Kaptur Éva        | 100 m            | 12,38    | 5.       | kiesett  | kiesett  | kiesett  | kiesett  |
| Varga Bianka      | 100 m            | 12,39    | 6.       | kiesett  | kiesett  | kiesett  | kiesett  |
| Varga Bianka      | 200 m            | 24,44    | 3.       | 24,82    | 8.       | kiesett  | kiesett  |
| Varga Fruzsina    | 200 m            | 24,70    | 4.       | kiesett  | kiesett  | kiesett  | kiesett  |
| Csúz Réka         | 100 m gát        | 14,25    | 6.       | kiesett  | kiesett  | kiesett  | kiesett  |
| Becsák Barbara    | 100 m gát        | 14,60    | 5.       | kiesett  | kiesett  | kiesett  | kiesett  |
| Varró Katalin     | 5000 m gyaloglás |          |          |          |          | 24:38,83 | 8.       |
| Kernács Krisztina | 5000 m gyaloglás |          |          |          |          | kizárva  | kizárva  |

| Versenyző       | Versenyszám   | Selejtező | Selejtező | Döntő    | Döntő    |
| Versenyző       | Versenyszám   | Eredmény  | Hely.     | Eredmény | Helyezés |
| --------------- | ------------- | --------- | --------- | -------- | -------- |
| Erős Enikő      | Rúdugrás      |           |           | 3,50 m   | 15.      |
| Volák Adrienn   | Távolugrás    | 5,70 m    | 13.       | kiesett  | kiesett  |
| Maincz Anita    | Távolugrás    | 5,62 m    | 10.       | kiesett  | kiesett  |
| Becsák Barbara  | Hármasugrás   | 11,97 m   | 8.        | kiesett  | kiesett  |
| Varga Eszter    | Diszkoszvetés | 39,47 m   | 8.        | kiesett  | kiesett  |
| Császár Katalin | Diszkoszvetés | 39,96 m   | 5.        | 39,86 m  | 11.      |
| Németh Orsolya  | Kalapácsvetés |           |           | 55,96 m  | 5.       |
| Németh Noémi    | Kalapácsvetés |           |           | 45,25 m  | 19.      |

| Versenyző     | Versenyszám | 100 m gát | 100 m gát | Magasugrás | Magasugrás | Súlylökés | Súlylökés | 200 m | 200 m | Távolugrás | Távolugrás | Gerelyhajítás | Gerelyhajítás | 800 m   | 800 m | Végeredmény | Végeredmény |
| Versenyző     | Versenyszám | Idő       | Pont      | Eredmény   | Pont       | Eredmény  | Pont      | Idő   | Pont  | Eredmény   | Pont       | Eredmény      | Pont          | Idő     | Pont  | Pont        | Helyezés    |
| ------------- | ----------- | --------- | --------- | ---------- | ---------- | --------- | --------- | ----- | ----- | ---------- | ---------- | ------------- | ------------- | ------- | ----- | ----------- | ----------- |
| Jávorfi Ágnes | Hétpróba    | 14,91     | 854       | 1,51 m     | 632        | 10,68 m   | 574       | 27,44 | 676   | 5,04 m     | 570        | 32,71 m       | 528           | 2:32,33 | 664   | 4498        | 16.         |